# Lonchoptera vaillanti
Lonchoptera vaillanti är en tvåvingeart som beskrevs av Peter Zwick 2004. Lonchoptera vaillanti ingår i släktet Lonchoptera och familjen spjutvingeflugor.
Artens utbredningsområde är Schweiz. Inga underarter finns listade i Catalogue of Life.